# Enermax
Die Enermax Technology Corporation ist ein 1990 in Taiwan gegründeter Hersteller von PC-Netzteilen, Gehäusen, Lüftern, Tastaturen und anderen Peripheriegeräten.
Das seit 2004 in Taiwan börsennotierte Unternehmen hat Tochterunternehmen in Deutschland, Frankreich, Italien, den USA, Japan und China mit insgesamt rund 500 Mitarbeitern. Enermax betreibt eigene Forschungs- und Designzentren sowie eine Produktion an zwei Standorten. Geleitet wird die deutsche Niederlassung seit 2008 von Tom Chang. Enermax vertreibt seine Produkte unter der eigenen Marke sowie im ODM- und OEM-Markt.
Im März 2003 eröffnete Enermax im Hamburger Stadtteil Billbrook unter dem Namen Coolergiant Computers Handels GmbH seine deutsche Tochtergesellschaft. Sie koordiniert die Vertriebs- und Marketingaktivitäten, Logistik, Kundenservice und technischen Support in Europa.  Enermax Deutschland ist für den technischen Kundendienst und Support in Deutschland und Österreich verantwortlich. Geleitet wird die deutsche Niederlassung seit 2012 von Generalmanager Chris Tang.

## Produkte
Bekannt ist das Unternehmen vor allem für PC-Netzteile, so war Enermax einer der ersten Hersteller von Netzteilen mit mehr als einem kW Leistung. Alle Netzteile des aktuellen Sortiments besitzen das Energiesparsiegel 80 PLUS oder höher.
Darüber hinaus unterstützt Enermax die internationale Climate Savers Computing Initiative, einen gemeinnützigen Zusammenschluss von Verbrauchern, Industrie und Umweltorganisationen, die sich die Verbesserung der Effizienz und die Reduzierung des Energieverbrauchs zum Ziel gesetzt hat. Ausgezeichnet wurden die Aurora-Tastaturen 2007 mit dem red dot design award, 2008 erhielt ein externes Festplattengehäuse den IF Product Design Award.
- Computergehäuse (ATX, micro-ATX, mini-ITX)
- PC-Gehäuse-Lüfter
- PC-Netzteile
- CPU-Kühler
- Peripherie
  - Externe Festplattengehäuse
  - Notebook-Kühler
  - Audiozubehör
    - Headset-Halterungen
    - Ohrhörer
    - Bluetooth-Speaker